# Al-Hasakah (plaats)
Al-Hasakah (Arabisch: الحسكة; Aramees: ܚܣܝܟܐ) is een plaats in het Syrische gouvernement Al-Hasakah en telt 485.000 inwoners (2025). De stad ligt vlak ten zuiden van de Autonome Regio Noord- en Oost-Syrië en wordt bevolkt door Arameeërs, Arabieren, Koerden en een minderheid van Armeniërs. Een aanzienlijk deel van de bevolking behoort tot de christelijke minderheid in Syrië.

## Geschiedenis
Volgens gevonden tabletten van koning Ashur-Bel-Kala bevindt de stad zich op de locatie van de antieke Aramese stad genaamd Magarisu, dat 'grasland' betekent. De stad was daarnaast ook de hoofdstad van de Aramese deelstaat Bit-Yahiri.
Rond 1200 v.Chr. hebben de Assyrische koningen Tukilti-Ninurta II en Ashurnasirpal II de stad veroverd van de Arameeërs en er een vazalvorstendom genaamd Tâbatu gesticht. Bij opgravingen van het naburige Tell Taban door Hirohito Numoto werd een tablet gevonden van de Assyrische vorst Assur-nadin-apli en van de vazalkoning van Tâbatu; Ashur-Bel-Kala, die onder niet minder dan vier Assyrische vorsten regeerde.
De stad kan in nog vroegere tijden geïdentificeerd worden met Qirdaḫat. Het lag op weg op de langste "bedevaart" die Zimri-Lim van Mari ooit ondernam, in zijn 9e regeringsjaar (waarschijnlijk 1764 v.Chr.). De tocht zou vijf maanden in beslag nemen en Oegarit aan de Middellandse Zee als eindpunt hebben. De reis was cultisch en religieus van aard en voerde van heiligdom naar heiligdom om er een rijke variëteit aan rituelen uit te voeren. Maar de reis had ook zeker zijn politieke, diplomatieke en economische kanten. In  Qirdaḫat, dat nog binnen zijn invloedssfeer lag, ontmoette Zimri-Lim een paar van zijn bondgenoten, zoals Šenna, de koning van Uršum en Ḫayya-Sumu, de vorst van Ilānṣurā. Hij huurde er ook enige troepen in om hem op zijn verdere reis te vergezellen, voordat hij doorreisde naar Tuttul waar hij enige dagen doorbracht. 
Tijdens de Ottomaanse periode bleef Hasakah een onbeduidende nederzetting zonder strategisch of economisch belang. De huidige stad Hasakah werd pas in april 1922 gesticht als een Franse militaire post onder het Frans Mandaat Syrië, en groeide snel uit tot een volwaardige stad.
De oprichting van nieuwe steden in Noord-Syrië werd noodzakelijk geacht door de Franse autoriteiten, aangezien na de oprichting van de Republiek Turkije veel belangrijke economische centra aan Turkije waren toegewezen.
Na de Armeense Genocide en de Sayfo in het Ottomaanse Rijk vluchtten veel Armeense en Aramese vluchtelingen naar het gebied. In de daarop volgende begonnen zij de stad verder te ontwikkelen tot een stedelijk centrum.

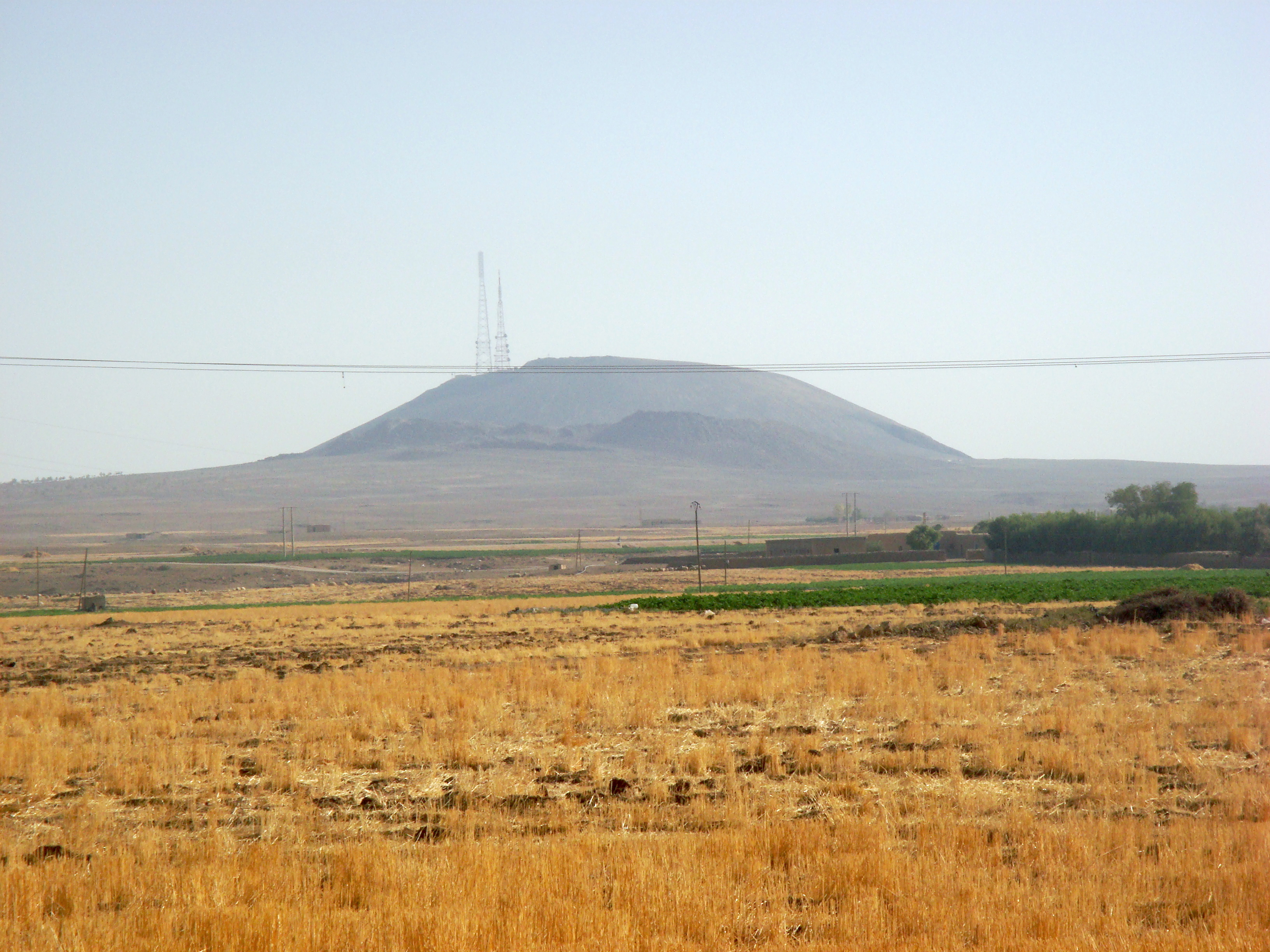
Kobab-berg
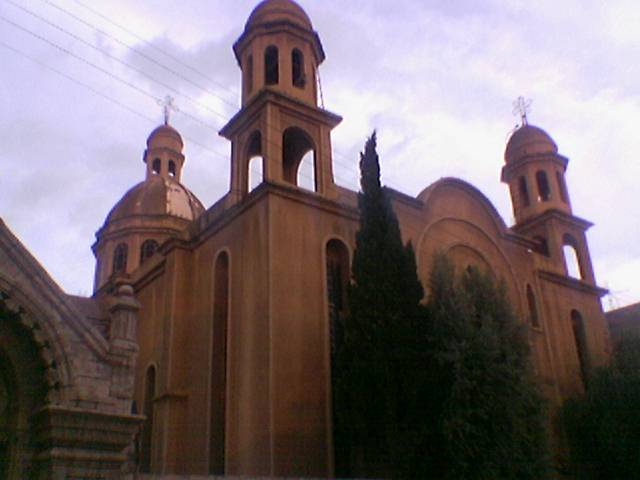
Kathedraal
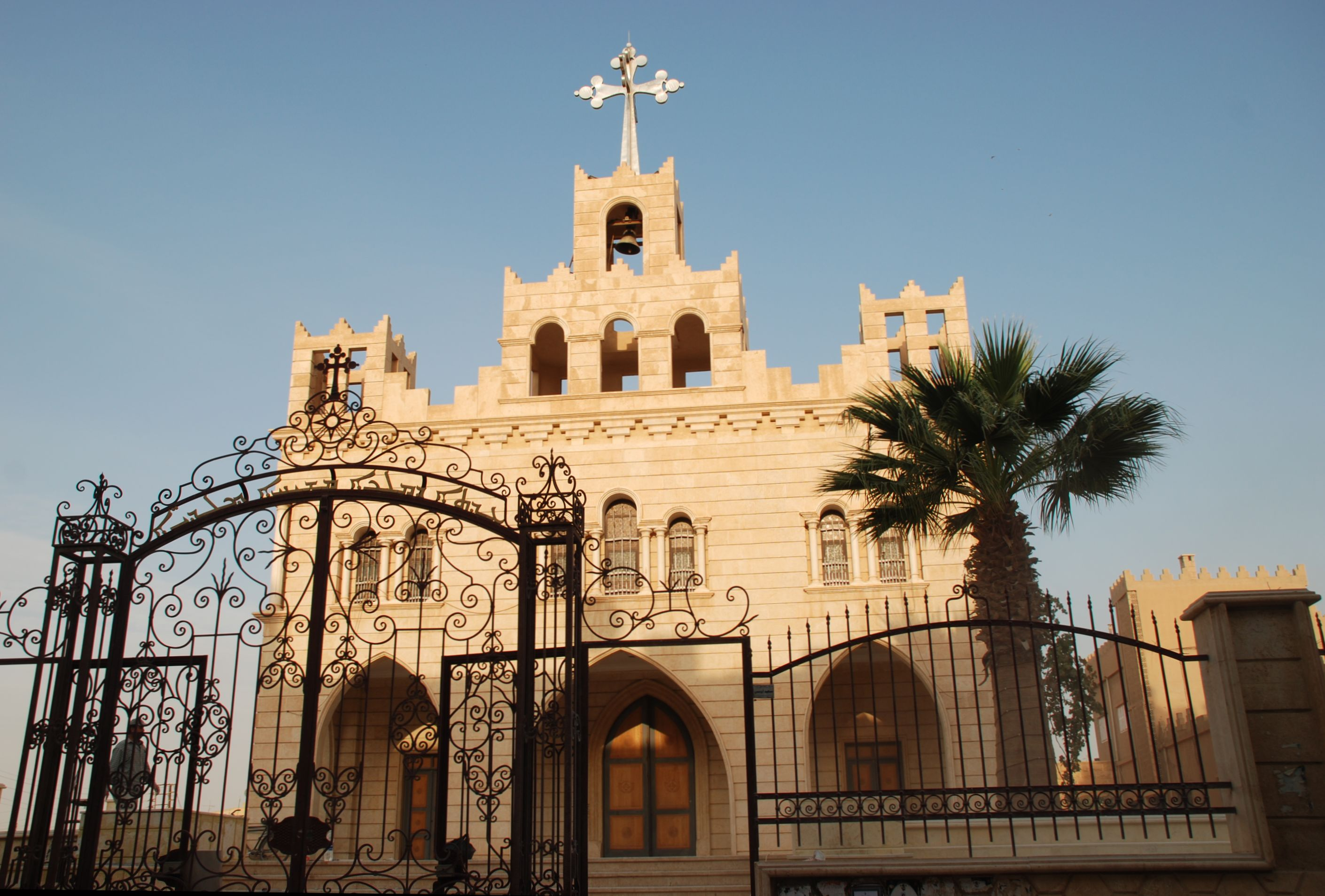
Orthodoxe Kerk
Armeense Kerk
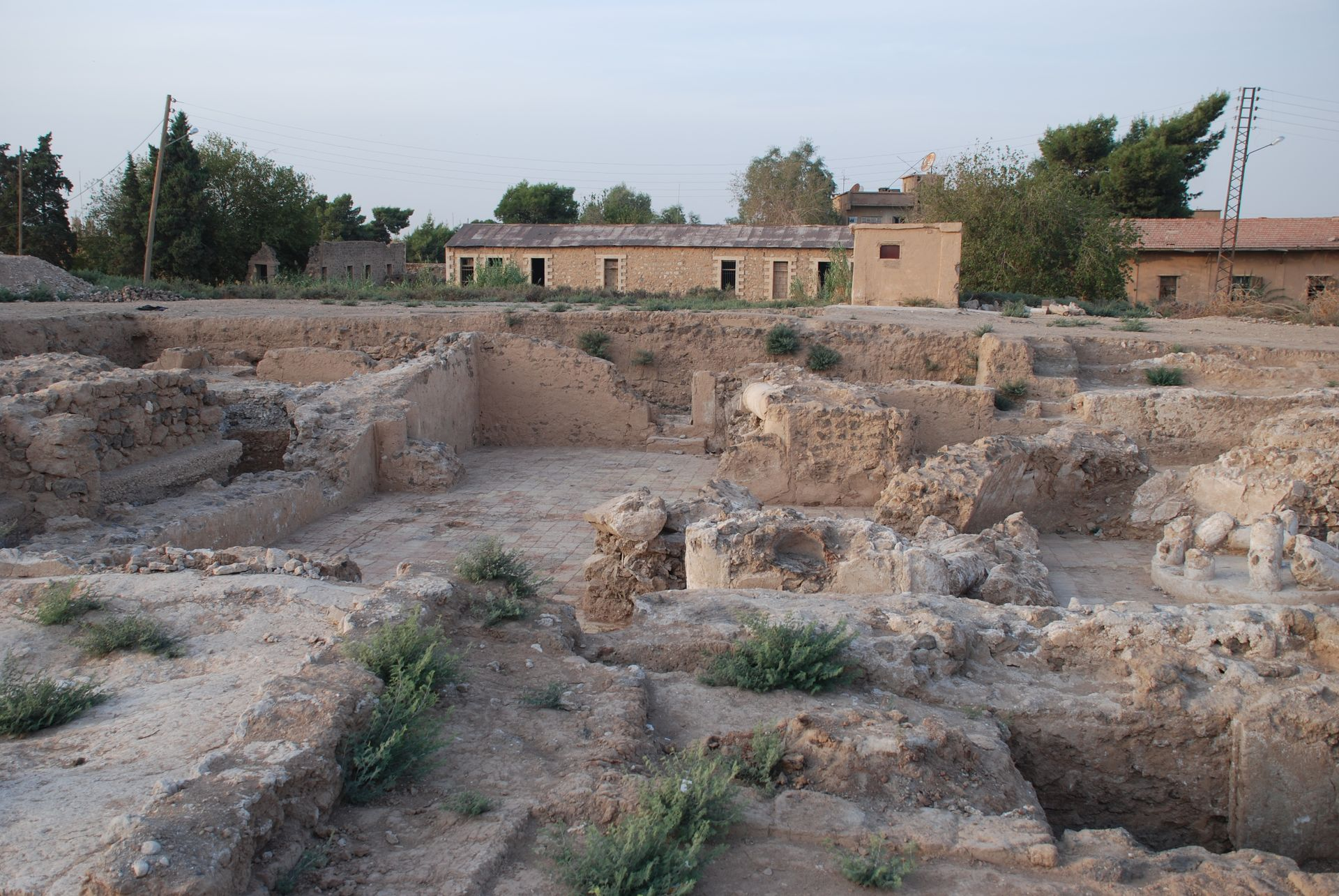
Archeologische opgravingen
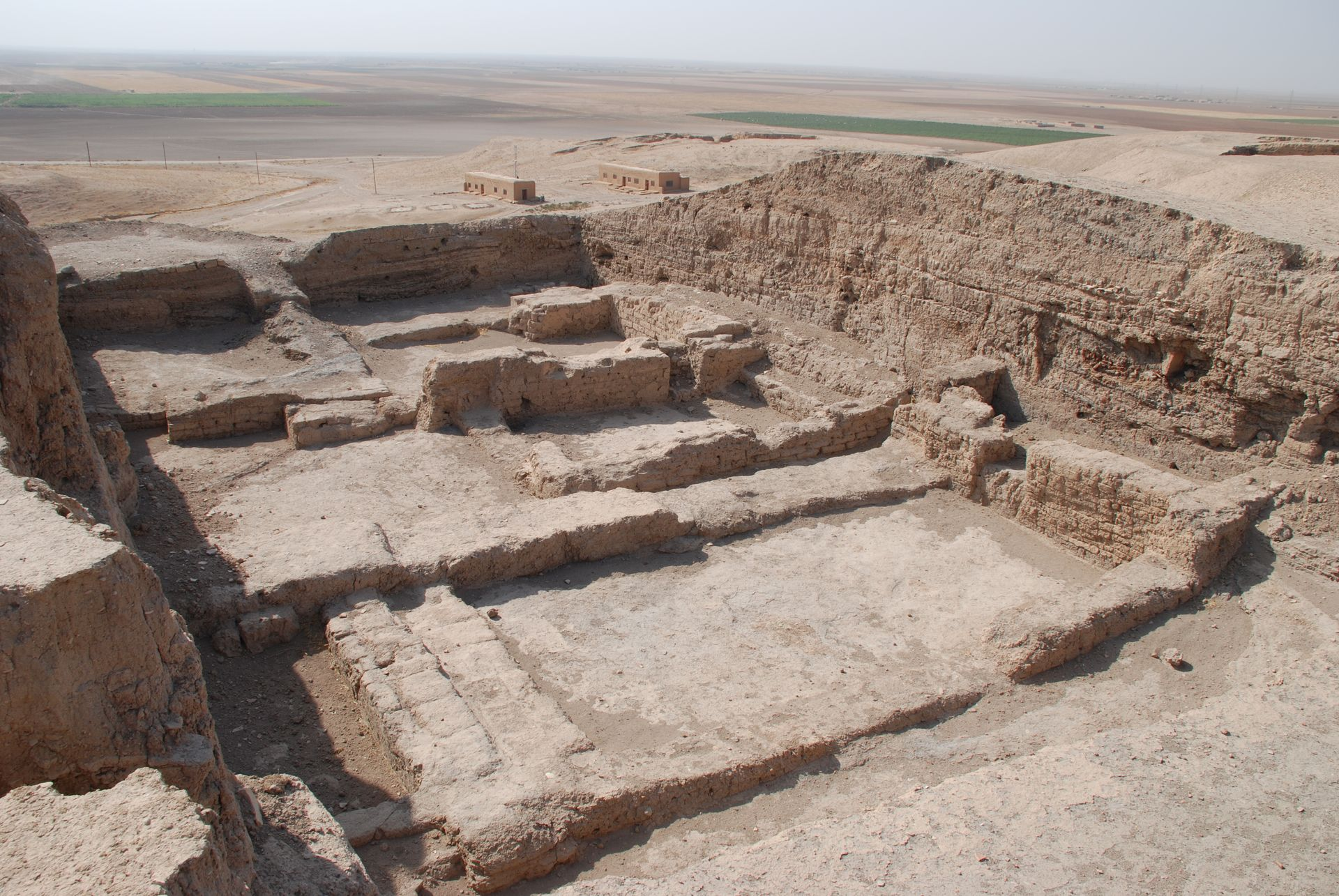
Archeologische opgravingen
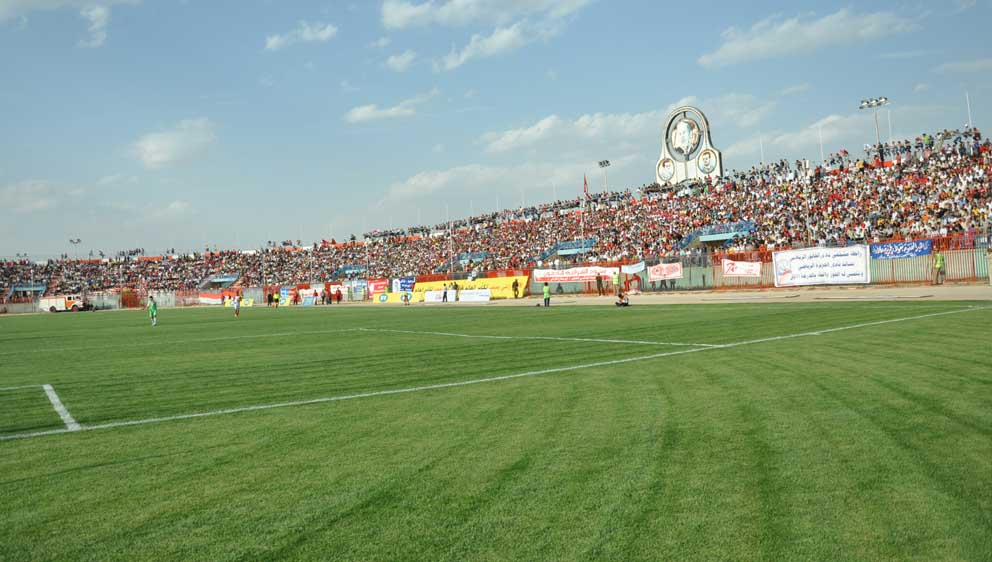
Stadion